# Tarasivka, Tlumaci
Tarasivka (în ucraineană Тарасівка) este o comună în raionul Tlumaci, regiunea Ivano-Frankivsk, Ucraina, formată numai din satul de reședință.

## Demografie
Componența lingvistică a comunei Tarasivka
     Ucraineană (100%)
Conform recensământului din 2001, toată populația comunei Tarasivka era vorbitoare de ucraineană (100%).